# Humptrup
Humptrup (frisó septentrional Humptoorp) és una ciutat del districte de Nordfriesland, dins l'Amt Südtondern, a l'estat alemany de Slesvig-Holstein. Es troba a 9 kilòmetres de Niebüll i a 3 kilòmetres de la frontera amb Dinamarca. El 31 de desembre del 2023 tenia 754 habitants.